# 棕線管竺鯛
棕線管竺鯛（學名：Siphamia fuscolineata），又稱棕線管天竺鯛，為輻鰭魚綱鈎頭魚目天竺鯛科管竺鯛屬下的一個種，分布於西太平洋台灣南部、蘇門答臘與馬紹爾群島海域，深度7至27公尺，本魚體橢圓，高而側扁，頭大、眼大、口大且斜裂，頜齒細小，鋤骨和腭骨通常具齒，舌上無齒，前鰓蓋骨邊緣鋸齒，體被弱櫛鱗，體深褐色至黑色，有時體側具有條紋圖案，通常是在幼魚時期，具有發光器，背鰭2個，尾鰭叉形，背鰭硬棘8枚、背鰭軟條9枚、臀鰭硬棘2枚、臀鰭軟條8枚，體長可達4公分，棲息珊瑚礁區，夜間成群活動，躲藏在海膽刺中，屬肉食性，繁殖期時，雄魚具有口孵習性，卵約7日化成仔魚，由雄魚吐出，具短暫的仔魚飄浮期，生活習性不明。